# Kim Novak
Marilyn Pauline Novak (Chicago, 13 februari 1933) is een Amerikaanse actrice. Ze speelde in onder meer Hitchcock-film Vertigo uit 1958 met een dubbelrol als Judy Barton en Madeleine Elster. In latere jaren speelde ze Kit Marlowe in de dramaserie Falcon Crest.
Haar laatste wapenfeit stamt uit 1991, toen ze in de film Liebestraum speelde. Ze wees onder meer de vrouwelijke hoofdrollen af in Breakfast at Tiffany's (die naar Audrey Hepburn ging) en The Hustler (die naar Piper Laurie ging).
Tussen 15 maart 1965 en 23 april 1966 was ze getrouwd met de Engelse acteur Richard Johnson. Op 12 maart 1976 hertrouwde ze met Robert Malloy.

## Filmografie
- The French Line (1954) - Model op trap
- Pushover (1954) - Lona McLane
- Phffft (1954) - Janis
- Son of Sinbad (1955) - Raider
- 5 Against the House (1955) - Kay Greylek
- Picnic (1955) - Madge Owens
- The Man with the Golden Arm (1955) - Molly
- Climax! Televisieserie - Haarzelf (Afl., The Louella Parsons Story, 1956)
- The Eddy Duchin Story (1956) - Marjorie Oelrichs Duchin
- Jeanne Eagels (1957) - Jeanne Eagels
- Pal Joey (1957) - Linda English

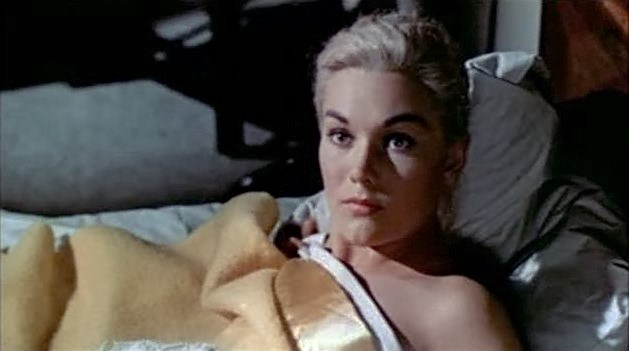
Kim Novak in Vertigo (trailer)

- Vertigo (1958) - Madeleine Elster/Judy Barton
- Bell, Book and Candle (1958) - Gillian "Gil" Holroyd
- Middle of the Night (1959) - Betty Preisser
- Strangers When We Meet (1960) - Maggie Gault
- Pepe (1960) - Haarzelf
- The Notorious Landlady (1962) - Carlyle Hardwicke
- Boys' Night Out (1962) - Cathy
- Of Human Bondage (1964) - Mildred Rogers
- Kiss Me, Stupid (1964) - Polly the Pistol/Zelda
- The Amorous Adventures of Moll Flanders (1965) - Moll Flanders
- The Legend of Lylah Clare (1968) - Elsa Brinkman/Lylah Clare
- The Great Bank Robbery (1969) - Sister Lyda Kebanov
- The Third Girl from the Left (Televisiefilm, 1973) - Gloria Joyce
- Tales That Witness Madness (1973) - Auriol Pageant
- Satan's Triangle (Televisiefilm, 1975) - Eva
- The White Buffalo (1977 - Mrs. Poker Jenny Schermerhorn
- Just a Gigolo (1979) - Helga
- The Mirror Crack'd (1980) - Lola Brewster
- Malibu (Televisiefilm, 1983) - Billie Farnsworth
- Alfred Hitchcock Presents (Televisiefilm, 1985) - Rosa (Segment 'Man From The South')
- I Have Been Very Pleased (1987) - Rol onbekend
- Falcon Crest Televisieserie - Kit Marlowe (28 afl., 1986-1987)
- The Children (1990) - Rose Sellars
- Liebestraum (1991) - Lillian Anderson Munnsen